# Mauritz Meijer
Johan Mauritz Meijer (Meyer), född 1 juli 1833 i Stockholm, död 25 februari 1901 i Stockholm, var en svensk xylograf och grafiker.
Han var gift med Carolina Sophia Elisabeth Meijer och far till Hildur Amanda Emerentia Meijer samt bror till arkitekten Axel Meijer. Han studerade vid Konstakademien i Stockholm 1854 och blev därefter en flitigt anlitad xylograf för industritryck och litterära arbeten. Han var verksam som xylograf vid Söndags-Nisse 1863-1893 och vid ett antal av Stockholms dagstidningar. Meijer beskrevs av sin samtid som ett original Han höll hårdnackat fast vid att Söndags-Nisses illustrationer måste vara utförda av honom och då helst efter Edvard Forsströms teckningar. I samband med en redaktionskris 1893-1894 tog han med sig sina verktyg hem och väntade på att bli uppvaktad av de nya makthavarna, men han fick vänta förgäves. Eftersom tidningsvärlden nu var stängd för honom tog han anställning vid en fotokemisk klichéfirma och kunde nu även utföra teckningar av en friare karaktär. Han illustrerade Carl Gustaf Anderssons bok Blommor och bin 1865.